# 벨로일 열차 사고

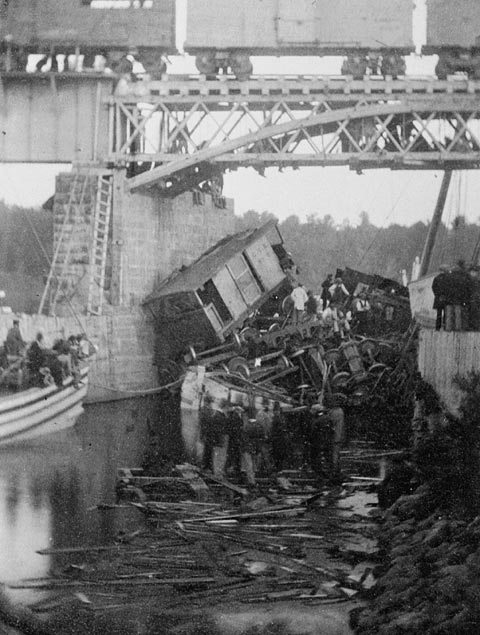
재난 당시 사진(A. Bazinet & Co Montreal)

벨로일 열차 사고(Beloeil train disaster)는 1864년 6월 29일 현재의 퀘벡주 벨로일 마을에서 발생했다. 승무원이 정지 신호를 따르지 않자 여객 열차가 개방형 선개교를 통해 리슐리외강으로 떨어졌다. 널리 알려진 사망자 수는 99명이다.. 이 재난은 캐나다 역사상 최악의 철도 사고로 남아있다.